# Lijst van rapcorebands
Dit is een lijst met bands die vaak ingedeeld worden onder het genre rapcore (ook wel raprock genoemd).

## #
- (hed)PE
- 311
- 7Sinz

## B
- Beastie Boys
- Biohazard
- The Bloodhound Gang
- Bulls On Parade
- Bodycount

## C
- Clawfinger
- Crazy Town
- Cypress Hill

## D
- Deftones
- Deuce
- Dog Eat Dog
- Dirty Wormz

## F
- Faith No More
- Flipsyde
- Fort Minor

## H
- Hollywood Undead

## I
- Incubus
- Insane Clown Posse

## J
- Jane Air

## K
- Kid Rock & The Twisted Brown Trucker Band/Kid Rock
- Kottonmouth Kings

## L
- Limp Bizkit
- Linkin Park

## M
- Maggie's Bookshop (Nederland)
- Manafest
- Molotov
- Murderdolls

## N
- Nastasee

## O
- Osdorp Posse

## P
- P.O.D.
- Papa Roach
- Phunk Junkies
- Powerman 5000
- Public Enemy

## R
- Rage Against the Machine
- Red Hot Chili Peppers

## S
- Senser
- Sial
- Skindred
- stuck mojo
- Suicidal Tendencies

## U
- Urban Dance Squad

## Z
- Zebrahead